# Cercyonis pegala
Cercyonis pegala is een vlinder uit de onderfamilie Satyrinae en de familie Nymphalidae.
De spanwijdte bedraagt 45 tot 76 millimeter. Op de voorvleugel bevinden zich aan de bovenzijde twee geelgerande oogvlekken, op de onderzijde van de achtervleugel staat een variabel aantal kleine oogvlekjes. Afhankelijk van de regio is er op de voorvleugel rond de oogvlekken wel of geen duidelijk oranje veld.
De soort gebruikt grassen als waardplanten, met name Tridens flavus. De rups overwintert in het eerste stadium zonder te hebben gegeten. De imago is te vinden van eind mei tot oktober in één jaarlijkse generatie.
Cercyonis pegala komt voor in de Verenigde Staten en het zuiden van Canada.

## Ondersoorten
- Cercyonis pegala pegale
- Cercyonis pegala abbotti (Brown, 1969)
- Cercyonis pegala alope (Fabricius, 1793) Texas
- Cercyonis pegala ariane (Boisduval, 1852) Oregon, Utah
- Cercyonis pegala blanca Emmel & Mattoon, 1972
- Cercyonis pegala boopis (Behr, 1864)
- Cercyonis pegala damei Barnes & Benjamin, 1926
- Cercyonis pegala ino Hall, 1924
- Cercyonis pegala nephele (Kirby, 1837)
- Cercyonis pegala olympus (Edwards, 1880)
- Cercyonis pegala stephensi (Wright, 1905)
- Cercyonis pegala texana (Edwards, 1880) Texas
- Cercyonis pegala wheeleri (Edwards, 1873)

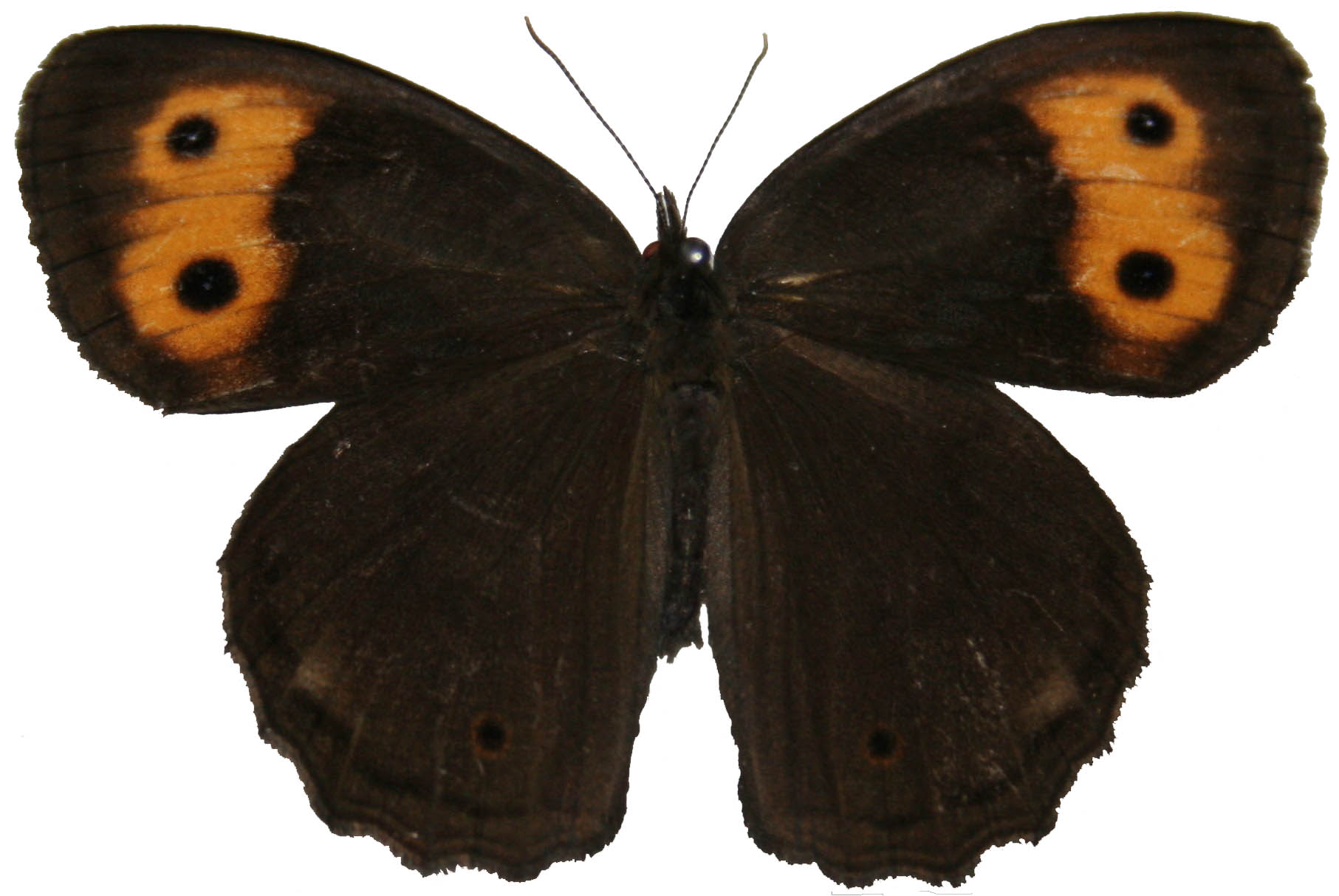
Bovenzijde